# Крупночешуйная куфия
Крупночешуйная куфия (лат. Trimeresurus macrolepis) — ядовитая змея подсемейства ямкоголовых семейства гадюковых. Эндемик южной части Западных Гат в Южной Индии. Подвидов не образует.

## Распространение
Обитает в горах на юге Западных Гат к югу от Палаккадского залива, в индийских штатах Керала и Тамил Наду. Обычно держится на высоте от 1200 метров над уровнем моря.

## Описание
Взрослые особи могут достигать общей длины 68 см, включая хвост длиной 12 см.
Верхняя сторона тела ярко-зеленая с черноватой кожей между чешуйками в некоторых местах. На каждом боку есть желтая или белая полоса, проходящая вдоль первого ряда спинных чешуек. Верхняя губа бледно-зеленая, за глазом может быть черная полоса. Брюхо бледно-зеленое.
Спинные чешуйки большие, килевидные и перекрывающиеся, расположены в 12-15 рядов. Спинные чешуи в 10 средних рядах всегда самые большие, а дополнительные ряды состоят из более мелких чешуек. У этого вида часто встречается четное число рядов спинных чешуек, хотя у змей это вообще не характерно. Брюшных чешуек 133—143, хвостовых 44-58.
Чешуйки на макушке очень большие, гладкие и накладываются друг на друга. Есть удлиненная подглазничная область, отделенная от верхней губы рядом из нескольких небольших чешуек. На верхней губе 7-8 чешуек, из которых третья самая крупная.

## Таксономия
Trimeresurus macrolepis имеет длинный гемипенис без сосочков и шипов. Он имеет длинную область калькуляции, начинающуюся на некотором расстоянии от раздвоения гемипениса и продолжающуюся до кончика. Такое же строение характерно для Trimeresurus popeiorum. Кроме того, Trimeresurus macrolepis имеют крупные чешуи на голове, что напоминает строение представителей рода Agkistrodon. Основываясь на этих признаках и их распределении по Западным Гатам, Malhotra и Thorpe (2004) восстановили род Peltopelor Günther , 1864 для этого вида.
Разделение на роды Trimeresurus Malhotra & Thorpe было принято большинством последующих авторов. Однако выяснилось, что новые роды не образовывали отдельной клады, как это делал Trimeresurus, а также не отличались морфологически друг от друга в этой кладе. Основываясь на этом David, Vogel & Dubois (2011) понизили уровень Peltopelor до статуса подрода, так что последняя таксономическая классификация этой змеи — Trimeresurus (Peltopelor) macrolepis.

## Места обитания
Trimeresurus macrolepis является малоподвижной древесной ночной змеей, которая предпочитает тропический лес, а также встречается на чайных, кофейных и кардамоновых плантациях.

## Поведение
Встречается как на деревьях, так и на земле. Она использует цепкий хвост, чтобы держаться за ветви. Охотятся из засады полагаясь на свой камуфляж. Использует термочувствительные ямки на морде, чтобы определить местонахождение теплокровной добычи.

## Диета
Питается в основном лягушками, ящерицами, мелкими птицами и грызунами.

## Яд
Предполагается, что яд содержит гемотоксин, но изучен он не слишком хорошо. Эти змеи часто кусают сборщиков чая, но укусы редко бывают смертельными.

## Размножение
Trimeresurus macrolepis яйцекладущая змея. Половозрелые самки откладывают яйца в октябре, в кладках по 4-7 штук.